# 片貝山ノ守キャンプ場
片貝山ノ守キャンプ場（かたかいやまのもりキャンプじょう）は、富山県魚津市三ケ字ゴツタ84-1にあるキャンプ場である。片貝県定公園内に所在し、片貝川上流域の観光の拠点としても位置付けられている。
名称の「山ノ守」は、「山の自然を守り伝えたい」という思いが込められている。

## 概要
2009年度より自然体験、観察の拠点施設として総事業費1億300万円かけて整備が始まり（同年6月から本格化）、既存のコミュニティ広場500 m2を13,000 m2に拡張、市内初のオートキャンプ場やバーベキュー広場、炊事場を整備し、富山県道132号三箇吉島線沿いの間伐材を利用した平屋建て管理棟を設けた。同年10月24日にオープンした。

## 施設
- 管理棟（平屋建て約100 m2）[2]
- オートキャンプサイト（8区画）[2]
- フリーサイト（テント15張分）[2]
- 野外バーベキュー卓（6卓）[2]
- 炊事場[2]
- 東屋（2棟）
- 坂本弁護士一家 メモリアル（慰霊碑、2011年11月12日に別又谷山中から移設[3]され、2012年6月2日に除幕された[4]。坂本堤弁護士一家殺害事件も参照）